# Dypsis henrici
Dypsis henrici är en enhjärtbladig växtart som beskrevs av J.Dransf., Beentje och Rafaël Herman Anna Govaerts. Dypsis henrici ingår i släktet Dypsis och familjen Arecaceae. IUCN kategoriserar arten globalt som otillräckligt studerad. Inga underarter finns listade i Catalogue of Life.